# Maximilian Gerbl
Maximilian Gerbl (Basilea, 25 de junio de 1995) es un jugador de balonmano suizo que juega de extremo derecho en el TSV Hannover-Burgdorf. Es internacional con la selección de balonmano de Suiza.
Su primer gran campeonato con la selección fue el Campeonato Europeo de Balonmano Masculino de 2020.

## Palmarés

### Kadetten Schaffhausen
- Liga de balonmano de Suiza (2): 2019, 2022
- Copa de Suiza de balonmano (1): 2021

## Clubes
| Club                  | País     | Año         |
| --------------------- | -------- | ----------- |
| RTV Basel             | Suiza    | 2012 - 2017 |
| Kadetten Schaffhausen | Suiza    | 2017 - 2022 |
| TSV Hannover-Burgdorf | Alemania | 2022 - Act. |